# Ryssberget (kulle i Finland, Österbotten)
Ryssberget är en kulle i Finland. Den ligger i Vörå och landskapet Österbotten, i den västra delen av landet, 400 km norr om huvudstaden Helsingfors. Toppen på Ryssberget är 11 meter över havet. Ryssberget ligger på ön Västerö.
Terrängen runt Ryssberget är mycket platt. Havet är nära Ryssberget norrut.  Närmaste större samhälle är Maxmo, 19,1 km söder om Ryssberget. I omgivningarna runt Ryssberget växer i huvudsak blandskog.